# Řády, vyznamenání a medaile Bosny a Hercegoviny

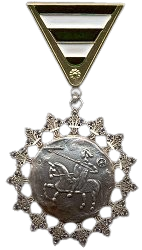
Řád hrdiny osvobozenecké války

Řády, vyznamenání a medaile Bosny a Hercegoviny jsou sociálním a veřejným uznáním udíleným za zvláštní přínos v oblasti lidských práv a svobod, za budování demokracie, míru a stability, za rozvoj mezinárodní spolupráce s dalšími zeměmi a mezinárodními organizacemi a za kulturní, hospodářský a jiný pokrok občanů Bosny a Hercegoviny. Systém státních vyznamenání byl zaveden v roce 1994 a upraven v květnu 2003.
Vyznamenání Bosny a Hercegoviny mohou obdržet jak občané tohoto státu, tak společnosti, státní instituce a další právnické a nevládní organizace, stejně jako cizí státní příslušníci, zahraniční a mezinárodní organizace a instituce. Vyznamenání lze udělit i posmrtně. Vyznamenání jsou udílena předsednictvem Bosny a Hercegoviny.

## Vyznamenání od roku 2003
- Řád svobody[3]
- Řád míru
- Řád Bosny a Hercegoviny
- Řád zlatého státního znaku Bosny a Hercegoviny s meči
- Řád zlatého státního znaku Bosny a Hercegoviny se stuhou
- Řád Bosny a Hercegoviny se zlatým věncem
- Řád Bosny a Hercegoviny se stříbrným věncem
- Řád stříbrného státního znaku Bosny a Hercegoviny s meči

## Vyznamenání 1994–2003

### Řády
- Řád zlaté lilie byl udílen ve třech třídách.[4]
- Řád svobody
- Řád hrdiny osvobozenecké války[5]
- Řád míru
- Řád republiky
- Řád osvobození
- Řád zlatého státního znaku s meči[6]
- Řád za vojenské zásluhy  byl udílen ve dvou třídách.
- Řád Kulin Ban
- Řád boseňského draka
- Řád státního znaku Bosny

### Medaile
- Medaile republiky
- Medaile vítězství
- Medaile za statečnost
- Medaile práce a podnikání
- Medaile za vojenské zásluhy
- Medaile příkladného stíhače
- Medaile za zásluhy